# Heinz Schubert (Schauspieler)
Heinz Schubert (* 12. November 1925 in Berlin; † 12. Februar 1999 in Hamburg) war ein deutscher Schauspieler, Schauspiellehrer und Fotograf. Besondere Bekanntheit erlangte er durch die Figur des „Ekel“ Alfred Tetzlaff in der Fernsehserie Ein Herz und eine Seele.

## Leben
Heinz Schubert wuchs in Berlin-Charlottenburg auf, wo sein Vater, der Schneidermeister Willi Schubert, eine in Prominentenkreisen bekannte Herrenschneiderei betrieb. Zu seinen Kunden gehörte etwa der Schauspieler Rudolf Platte. Schubert, dessen Mutter vier Einberufungsbefehle für ihren Sohn vernichtete, wurde nach dem Notabitur ab dem 1. April 1945 als Angehöriger des Volkssturms im Teutoburger Wald eingesetzt. Nach der Rückkehr aus britischer Kriegsgefangenschaft absolvierte er eine Schneiderlehre bei seinem Vater und begann anschließend eine Schauspielausbildung in Berlin. 1951 holte ihn Bertolt Brecht an sein Berliner Ensemble, bei dem Schubert bis zum Bau der Berliner Mauer 1961 blieb.
1958 debütierte Schubert als Filmschauspieler. Zunächst arbeitete er für Produktionen der DEFA und spielte unter anderem die Rolle des Schweizerkas in der Filmversion des Brecht-Dramas Mutter Courage und ihre Kinder, die er oft am Berliner Ensemble gegeben hatte, und zudem in Märchenfilmen und in der beliebten Stacheltier-Reihe. In der 1961 produzierten DEFA-Komödie Auf der Sonnenseite (Regie: Ralf Kirsten, mit Manfred Krug und Marita Böhme) spielte Schubert bereits in Ekel-Alfred-Manier den Brigadier Schnepf.
Nach seiner Übersiedlung in die Bundesrepublik 1961 arbeitete Schubert ab 1961 als Theaterschauspieler (unter anderem in München, Hamburg, Stuttgart oder Berlin) und als Schauspiellehrer, zunächst als Dozent, später als Professor an der Hochschule für Musik und Darstellende Kunst Hamburg.
Er spielte auch in Fernsehproduktionen. Ab 1973 machte ihn die Verkörperung des „Ekel Alfred“ populär. In der satirischen WDR-Fernsehserie Ein Herz und eine Seele von Wolfgang Menge spielte er als Alfred Tetzlaff eine Karikatur des rechtskonservativen Spießbürgers und Familientyrannen. Die nach dem britischen Vorbild Till Death Us Do Part von Johnny Speight gestaltete Serie sorgte durch ihre Themen und ihr Vokabular für zahlreiche Fernsehskandale, entwickelte sich aber zum Publikumsmagneten.
Seine Wandlungsfähigkeit bewies er unter anderem durch seine vielgelobte Darstellung des Hadschi Halef Omar in der 26-teiligen ZDF-Fernsehserie Kara Ben Nemsi Effendi (1973–1975) nach Karl May, mit Karl-Michael Vogler, Hans Epskamp und Joachim Regelien, wie auch durch Hauptrollen in Kinofilmen wie Der starke Ferdinand (Regie: Alexander Kluge) und Hitler, ein Film aus Deutschland, in dem er unter der Regie Hans-Jürgen Syberbergs sowohl Adolf Hitler wie auch Heinrich Himmler verkörperte. Neben Michael Caine spielte Schubert in dem britischen Agentenfilm Finale in Berlin, in der deutschen Fassung synchronisiert von Rolf Schult. Durchgehende oder wiederkehrende Rollen übernahm Schubert in Fernsehserien, wie etwa die des Privatdetektivs Fetzer in Detektivbüro Roth und die des Wirtschaftsprüfers Dr. Fink in dem ZDF-Mehrteiler Der große Bellheim von Dieter Wedel.

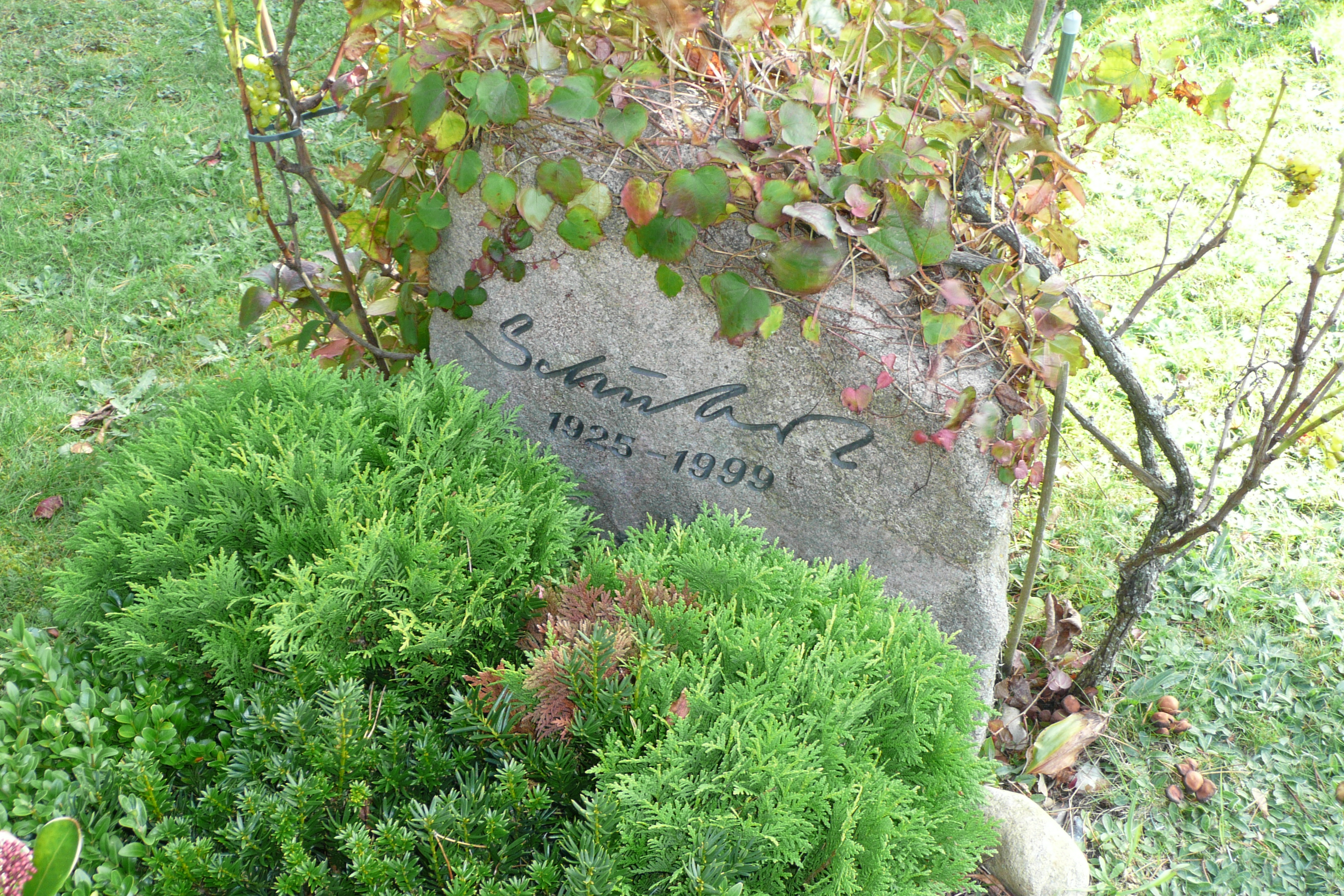
Grabstätte auf dem Friedhof der Friesenkapelle zu Wenningstedt auf Sylt

1996 spielte er in Mit einem Bein im Grab ein weiteres Mal die Hauptrolle in einer Serie von Wolfgang Menge. Die deutsche Adaption der erfolgreichen britischen BBC-Serie One Foot in the Grave von David Renwick beinhaltete mit dem von Schubert gespielten Viktor Bölkoff wiederum die Karikatur eines Klein- und Spießbürgers. Im Gegensatz zu Ein Herz und eine Seele verkörperte er darin allerdings nicht einen Familientyrannen, sondern einen vorzeitig pensionierten Miesepeter, dem auch von seiner Umwelt übel mitgespielt wird.
In der Serie Ein Fall für zwei übernahm er in der Folge "Die große Wut des kleinen Paschirbe" die Rolle des Lutz Parschirbe, eines durch eigene Schuld entlassenen Arbeiters, der versucht seinen ehemaligen Arbeitgeber in den Ruin und in den Selbstmord zu treiben.
Neben seiner Arbeit als Schauspieler widmete sich Schubert der Fotografie. Besonders bekannt wurden seine zahlreichen Fotos von verschiedenen Schaufenstern und Schaufensterpuppen, mit denen er 1977 auch auf der documenta 6 in Kassel vertreten war. 1979 veröffentlichte er dazu den Bildband Theater im Schaufenster mit Schwarzweiß- und Farbfotos.
Für seine künstlerische Arbeit wurde Schubert unter anderem 1993 mit der Goldenen Kamera ausgezeichnet. 1994 erhielt er zusammen mit Dieter Wedel, Will Quadflieg, Hans Korte und Mario Adorf den Grimme-Preis mit Gold für Der große Bellheim.
Schubert starb am 12. Februar 1999 im Alter von 73 Jahren an einer Lungenentzündung in Hamburg, wo er viele Jahre auch als Schauspiellehrer tätig war. Er wurde auf dem Friedhof der Friesenkapelle in Wenningstedt (Sylt) beigesetzt. Seine Ehefrau Ilse Schubert starb am 13. Oktober 2017 im Alter von 86 Jahren in Wenningstedt (Sylt).

## Filmografie (Auswahl)
- 1957: Katzgraben (Theateraufzeichnung)
- 1957: Mutter Courage und ihre Kinder (Theateraufzeichnung)
- 1958: Die Mutter (Theateraufzeichnung)
- 1958: Die Geschichte vom armen Hassan
- 1958: Das Feuerzeug
- 1958: Der junge Engländer
- 1958: Meine Frau macht Musik
- 1959: Sie nannten ihn Amigo
- 1961: Der Mann mit dem Objektiv
- 1961: Italienisches Capriccio
- 1961: Mutter Courage und ihre Kinder (Theateraufzeichnung)
- 1962: Woyzeck
- 1962: Auf der Sonnenseite
- 1963: Meine Tochter und ich
- 1963: Vorsätzlich
- 1964: Emil und die Detektive (Emil and the Detectives)
- 1964: Der gelbe Pullover
- 1964: Doktor Murkes gesammeltes Schweigen
- 1965: Das Kriminalmuseum – Die Brille
- 1966: Finale in Berlin (Funeral in Berlin)
- 1966: Der Mann mit der Puppe
- 1967: Tätowierung
- 1967: Verräter (Fernseh-Dreiteiler)
- 1969: Tatort: Exklusiv!
- 1970: Die seltsamen Methoden des Franz Josef Wanninger – Zeugen gesucht
- 1971: Das Messer (TV-Mehrteiler)
- 1972: Dem Täter auf der Spur – Der Tod in der Maske
- 1973: Die Kriminalerzählung (Fernsehserie)
- 1973–1976: Ein Herz und eine Seele (Fernsehserie)
- 1973–1975: Kara Ben Nemsi Effendi (Fernsehserie)
- 1975: Der starke Ferdinand
- 1976: Ein echter Wiener geht nicht unter Folge 10 „Hausabbruch“
- 1977: Polizeiinspektion 1 – Der Zamperlfänger
- 1978: Zwei himmlische Töchter (Fernsehserie)
- 1978: Hitler, ein Film aus Deutschland
- 1979: Es begann bei Tiffany
- 1982: Feine Gesellschaft – beschränkte Haftung
- 1982: Konrad aus der Konservenbüchse
- 1983: Ein Fall für zwei, Folge 20: „Die große Wut des kleinen Paschirbe“ (Fernsehserie)
- 1983: Liebe ist kein Argument
- 1985: Goldene Zeiten – Bittere Zeiten (Fernsehserie)
- 1986: Detektivbüro Roth (Fernsehserie)
- 1990: Kommissar Klefisch, Folge 1: Ein Fall für Onkel
- 1991: Stein und Bein
- 1992: Liebe auf Bewährung (Familienserie)
- 1993: Glückliche Reise – Neuseeland (Fernsehreihe)
- 1993: Der Fall Lucona
- 1993: Der große Bellheim
- 1993: Tatort: Deserteure
- 1994: Zwei alte Hasen (Fernsehserie)
- 1995: Tatort: Eine mörderische Rolle
- 1996/1997: Mit einem Bein im Grab (Fernsehserie)
- 1997: Großstadtrevier – Der Praktikant
- 1998: Silberdisteln

## Hörspiel (Auswahl)
- 1980: Das Geheimnis der drei englischen Silberschalen (als Dellorma)
- 1989: Der zwiefache Mann – NDR
- 1990: Paul Hengge: Ein Pflichtmandat – Regie: Robert Matejka (Hörspiel – RIAS Berlin)
- 1993: Pettersson und Findus: Pettersson zeltet / Aufruhr im Gemüsebeet
- 1993: Pettersson und Findus: Eine Geburtstagstorte für die Katze / Armer Pettersson
- 1993: Pettersson und Findus: Pettersson kriegt Weihnachtsbesuch / Ein Feuerwerk für den Fuchs
- 1998: Letzte Runde von Graham Swift – WDR
- 1999: Der Zauberer von Oz